# اندرسون لیم
اندرسون لیم (به انگلیسی: Anderson Lim) (زادهٔ ۲۷ سپتامبر ۱۹۹۵) شناگر اهل برونئی است.